# Zanoni Ferrite
Zanoni Ferrite (Vera Cruz, 1 de março de 1946 — São Paulo, 25 de julho de 1978) foi um ator brasileiro.

## Biografia
O ator começou no teatro e estreou em televisão fazendo o principal papel masculino da telenovela "Pingo de Gente" na TV Record, em 1971. No cinema seu primeiro trabalho foi em "Geração em Fuga" em 1972 ao lado de Susana Gonçalves.
No cinema brasileiro fez ainda: "Quem Tem Medo de Lobisomem?" em 1973; "Motel" em 1974, "Noite Sem Homem" em 1976 e "Os Amantes da Chuva" em 1978.
Em televisão trabalhou também na TV Tupi e na Rede Globo e fez as telenovelas: "Tempo de Viver" (1972); "Escalada" (1975); "Pecado Capital" (1975); "Anjo Mau" (1976); "Estúpido Cupido" (1976); "O Julgamento" (1976); "O Profeta" (1977) e "Um Sol Maior" (1977).
Morreu num acidente automobilístico na avenida Radial Leste no bairro do Tatuapé em 25 de julho de 1978. Na época, estava atuando na telenovela O Direito de Nascer, na TV Tupi na trama ele era o personagem Dom Jorge Luís sendo substituído por Adriano Reys.

## Televisão
- 1970 - As Bruxas - Amílcar (Rede Tupi)
- 1971 - Pingo de Gente - João (Rede Record)
- 1972 - Tempo de Viver - Jacinto (Rede Tupi)
- 1975 - Escalada - Valdir (Rede Globo)
- 1975 - Pecado Capital - Miguel (Rede Globo)
- 1976 - Anjo Mau - Júlio (Rede Globo)
- 1976 - Estúpido Cupido - Pepe (Rede Globo)
- 1976 - O Julgamento - Doutor Carvalhosa (Rede Tupi)
- 1977 - O Profeta (Rede Tupi)
- 1977 - Um sol maior - Mário Nerone (Rede Tupi)
- 1978 - O Direito de Nascer - Dom Jorge Luís (Rede Tupi)